# Championnat de Sao Tomé-et-Principe de football 2016
Navigation
Édition précédente Édition suivante
La saison 2016 du Championnat de Sao Tomé-et-Principe de football est la 31e édition du championnat de première division nationale. La compétition se déroule de façon parallèle sur les deux îles (São Tomé et Principe) puis les deux premiers de chaque île s'affrontent lors de la finale nationale, disputée en matchs aller et retour. Il y a un système de promotion-relégation pour le championnat de São Tomé alors que sur Principe, les six clubs existants disputent chaque saison la compétition.
C'est le tenant du titre, le Sporting Clube da Praia Cruz, champion de São Tomé, qui remporte à nouveau la compétition cette saison après avoir battu en finale le représentant de Principe, le Sporting Clube do Principe. C'est le huitième titre de champion du Liberia de l'histoire du club.

## Participants
- Île de São Tomé :
  - Sporting Clube da Praia Cruz
  - Santana FC
  - UDRA
  - Vitória Riboque
  - Folha Fede
  - Caixão Grande
  - Aliança Nacional
  - UD Correia
  - Kê Morabeza - Promu de D2
  - Inter Bom-Bom - Promu de D2
  - Agrosport FC - Promu de D2
  - Trindade FC - Promu de D2
- Île de Principe :
- Sporting Clube do Principe
- GD Os Operários
- UDAPB
- FC Porto Real
- GD Primeiro de Maio
- GD Sundy

## Compétition

### Classement
Le classement est établi sur le barème de points classique (victoire à 3 points, match nul à 1, défaite à 0). Pour départager les égalités, on tient d'abord compte de la différence de buts générale, puis du nombre de buts marqués, puis des confrontations directes.
| Rang | Équipe                        | Pts | J  | G  | N | P  | Bp | Bc | Diff |
| ---- | ----------------------------- | --- | -- | -- | - | -- | -- | -- | ---- |
| 1    | Sporting Clube da Praia CruzT | 53  | 22 | 17 | 2 | 3  | 45 | 16 | +29  |
| 2    | Caixão Grande                 | 43  | 22 | 13 | 4 | 5  | 45 | 26 | +19  |
| 3    | Aliança Nacional              | 41  | 22 | 11 | 8 | 3  | 33 | 20 | +13  |
| 4    | Vitória Riboque               | 38  | 22 | 10 | 8 | 4  | 23 | 17 | +6   |
| 5    | UDRAC                         | 33  | 22 | 9  | 6 | 7  | 43 | 24 | +19  |
| 6    | Trindade FCP                  | 33  | 22 | 8  | 9 | 5  | 29 | 23 | +6   |
| 7    | Inter Bom-BomP                | 30  | 22 | 7  | 9 | 6  | 26 | 31 | -5   |
| 8    | Agrosport FCP                 | 28  | 22 | 7  | 7 | 8  | 27 | 24 | +3   |
| 9    | Folha Fede                    | 19  | 22 | 5  | 4 | 13 | 32 | 39 | -7   |
| 10   | UD Correia                    | 17  | 22 | 4  | 5 | 13 | 22 | 49 | -27  |
| 11   | Santana FC                    | 17  | 22 | 4  | 5 | 13 | 25 | 42 | -17  |
| 12   | Kê MorabezaP                  | 9   | 22 | 2  | 3 | 17 | 17 | 56 | -39  |

| Rang | Équipe                     | Pts | J  | G  | N | P  | Bp | Bc | Diff |
| ---- | -------------------------- | --- | -- | -- | - | -- | -- | -- | ---- |
| 1    | Sporting Clube do Principe | 42  | 20 | 13 | 3 | 4  | 53 | 23 | +30  |
| 2    | FC Porto Real              | 41  | 20 | 13 | 2 | 5  | 46 | 23 | +23  |
| 3    | GD Os Operários            | 41  | 20 | 13 | 2 | 5  | 43 | 30 | +13  |
| 4    | GD Sundy                   | 23  | 20 | 6  | 5 | 9  | 30 | 35 | -5   |
| 5    | GD Primeiro de Maio        | 19  | 20 | 6  | 1 | 13 | 30 | 55 | -25  |
| 6    | UDAPB                      | 6   | 20 | 1  | 3 | 16 | 20 | 56 | -36  |

|  | Qualification pour la finale nationale                                             |
|  | Relégation directe en Segunda Divisão                                              |
|  | T : Tenant du titre C : Vainqueur de la Taça Nacional P : Promu de Segunda Divisão |

### Finale nationale
| Équipe 1                   | Résultat | Équipe 2                     | Aller | Retour |
| -------------------------- | -------- | ---------------------------- | ----- | ------ |
| Sporting Clube do Principe | 3 - 4    | Sporting Clube da Praia Cruz | 1 - 2 | 2 - 2  |

## Bilan de la saison
| Championnat de Sao Tomé-et-Principe de football 2016 |                                         |
| Champion                                             | Sporting Clube da Praia Cruz (8e titre) |
| Coupes et trophées                                   |                                         |
| Vainqueur de la Coupe de Sao Tomé-et-Principe 2016   | UDRA                                    |
| Qualifications continentales                         |                                         |
| Ligue des champions de la CAF 2017                   | Aucun                                   |
| Coupe de la confédération 2017                       | Aucun                                   |
| Promotions et relégations                            |                                         |
| Promus en Primeira Divisão de São Tomé               | FC Neves                                |
| Promus en Primeira Divisão de São Tomé               | UDESCAI                                 |
| Relégués en Segunda Divisão de São Tomé              | Santana FC                              |
| Relégués en Segunda Divisão de São Tomé              | Kê Morabeza                             |